# Irish League 1970-1971
L'Irish League 1970-1971 è stata la 70ª edizione della prima divisione del campionato nordirlandese di calcio.
Il campionato era formato da dodici squadre e il Linfield vinse il titolo. Non vi furono retrocessioni.

## Classifica finale
| Pos. | Squadra          | G  | V  | N | P  | GF | GS | Punti |
| ---- | ---------------- | -- | -- | - | -- | -- | -- | ----- |
| 1    | Linfield         | 22 | 18 | 2 | 2  | 58 | 16 | 38    |
| 2    | Glentoran        | 22 | 16 | 3 | 3  | 52 | 17 | 35    |
| 3    | Distillery       | 22 | 13 | 4 | 5  | 51 | 29 | 30    |
| 4    | Coleraine        | 22 | 12 | 2 | 8  | 43 | 32 | 26    |
| 5    | Ballymena United | 22 | 8  | 7 | 7  | 34 | 28 | 23    |
| 6    | Ards             | 22 | 8  | 5 | 9  | 30 | 37 | 21    |
| 7    | Crusaders        | 22 | 7  | 6 | 9  | 24 | 45 | 20    |
| 8    | Bangor           | 22 | 7  | 5 | 10 | 21 | 34 | 19    |
| 9    | Derry City       | 22 | 7  | 5 | 10 | 45 | 46 | 19    |
| 10   | Glenavon         | 22 | 5  | 3 | 14 | 39 | 55 | 13    |
| 11   | Cliftonville     | 22 | 3  | 6 | 13 | 26 | 53 | 12    |
| 12   | Portadown        | 22 | 2  | 4 | 16 | 24 | 55 | 8     |

G = Partite giocate; V = Vittorie; N = Nulle/Pareggi; P = Perse; GF = Goal fatti; GS = Goal subiti; 